# Machine (roman)
Pour les articles homonymes, voir Machine (homonymie).
Machine (機械, Kikai) est un roman de l'écrivain japonais Riichi Yokomitsu (横光 利一) publié en 1930.